# De opere et eleemosynis
De opere et eleemosynis è un'opera scritta tra il 252 e il 254 da Tascio Cecilio Cipriano, Padre della Chiesa.
Si tratta di uno scritto esortativo, rivolto a ciascun cristiano, invitato a donare generosamente i propri averi a chi non possiede nulla: l'elemosina, infatti, è un segno di carità attraverso il quale un credente può ottenere il perdono dei propri peccati.
In questa opera si trovano alcune delle espressioni più forti contro i ricchi e la ricchezza nell'ambito dell'intera letteratura cristiana.
| Controllo di autorità | VIAF (EN) 315938867 · J9U (EN, HE) 987007383244405171 |